# 羅嘉豪
羅嘉豪（葡萄牙語：Lo Ka Hou，1983年8月21日—），澳門男歌手，澳門組合MFM的成員之一。他於2002年創作歌曲《飛不起》獲獎，在2010年參與香港亞洲電視製作的歌唱選秀節目《亞洲星光大道3》。

## 簡介
羅嘉豪中學就讀於澳門培道中學，2000年參加《飛越自我戲劇比賽》得獎而加入教育暨青年局及澳門電台所舉辦的司儀培訓班。
第一首創作歌曲為2000年的飛不起。2002年，羅嘉豪在全澳青少年歌唱創作比賽創作組獲得了三個獎項，包括最佳作曲獎﹑最佳填詞獎和最佳歌曲創作大獎（一說為原版飛不起樂譜錯誤較多，首次參賽時未能入圍，後得朋友協助修改，在另一比賽中囊括三獎）。其他較重要的作品包括為女歌手何嘉茵創作的純屬虛構。
2005年，羅嘉豪赴台灣接受戲劇訓練，並於當地參與廣告、雜誌及時裝展的模特兒。
2017年2月，羅嘉豪、AJ和祖絲首次在香港於路訊通作嘉賓節目。同年3月，三人於澳門巴黎人拍攝《超級聯盟》為音樂影片，再次請來香港拍攝團隊，包括由作曲伍樂城、導演晴朗等。

### 政治立場
羅嘉豪亦有參與支持港版國安法的聯署。

## 獎項
- 2000年：飛越自我戲劇比賽——優秀演技獎
- 2001年：飛越自我戲劇比賽——整體演技嘉許獎
- 2002年：飛越自我戲劇比賽——演技嘉許獎、原創劇本獎
- 2002年：全澳青少年歌唱創作比賽——最佳作曲獎、最佳填詞獎、最佳歌曲獎
- 2003年：全澳青少年普通話歌唱比賽——亞軍
- 2003年：澳門校際戲劇比賽——甲等獎
- 2003年：全澳青少年卡拉OK大賽——優異獎
- 2010年：澳門工會聯合總會有為青年歌手獎

## 爭議事件
2017年，有網民發現羅嘉豪、AJ和祖絲三人的臉書專頁皆有大量來自埃及與泰國的「粉絲」，而三人的作品主要是以廣東話歌曲為主，且僅於港澳地區範圍活動，此外，羅嘉豪以其企業「超級娛樂」的名義獲澳門政府的文化產業基金批出超過200萬的項目補貼及貸款，故有聲音質疑三人是否曾經「買讚」和詐騙政府資助。
2018年8月，三人在接受新城電台訪問時回應「欺騙政府資助」的質疑，他們形容事件是「網民挑釁」，強調自己沒有欺騙政府資助，但沒有在訪問中提及有關埃及和泰國粉絲的事，而「超級娛樂」的臉書專頁曾留言說「藝人的FB買like不是什麼秘密」，對此有網民提出三點問題：
- 三名歌手專頁上的包括大量埃及和泰國粉絲的「讚」全部是自然累積而來，還是「買」來的？
- 若曾經「買讚」，那三人是否曾於向政府申請資助的計劃中，詳細列明部份批給款項將用作「買讚」作為市場操作手段？
- 若沒有向政府提及「買like」作為市場操作手段，那麼在遞交政府的資助報告中，是否以三人的臉書專頁讚好數字，作為項目成果指標之一？[12]

## 連結
- 羅嘉豪的Facebook專頁
- 羅嘉豪的Facebook專頁（公眾）
- 羅嘉豪的新浪微博